# Critérium du Dauphiné 2021
Das Critérium du Dauphiné 2021 war die 73. Austragung des französischen Etappenrennens. Das Radrennen fand vom 30. Mai bis zum 6. Juni im Rahmen von acht Etappen statt und war Teil der UCI WorldTour 2021.
Gesamtsieger wurde Richie Porte (Ineos Grenadiers) vor Alexei Luzenko (Astana-Premier Tech) und Geraint Thomas (Ineos Grenadiers). Sonny Colbrelli (Bahrain Victorious) gewann die Punktewertung und sein Teamkollege Mark Padun die Bergwertung. Die Nachwuchswertung ging an David Gaudu (Groupama-FDJ). Die Teamwertung sicherten sich die Ineos Grenadiers.

## Streckenführung
Insgesamt legten die Fahrer in den acht Etappen 1205,4 Kilometer zurück. Es standen vier hüglige und drei Bergankünfte sowie ein Einzelzeitfahren auf dem Programm. Die Strecke führt von Issoire im Département Puy-de-Dôme über den regionalen Naturpark Livradois-Forez in Richtung Osten. Anschließend ging es über Rhone in die Alpen der Départements Isère, Savoie und Haut-Savoie. Die Rundfahrt endete in der Alpen-Gemeinde Les Gets. Der höchste Punkt der Rundfahrt war die Zielankunft in La Plagne auf 2072 m Seehöhe.
| Etappe         | Datum            | Strecke                                    | Typ                 | km     |
| -------------- | ---------------- | ------------------------------------------ | ------------------- | ------ |
| 1              | So, 30. Mai 2021 | Issoire – Issoire                          | Mittelgebirgsetappe | 182    |
| 2              | Mo, 31. Mai 2021 | Brioude – Saugues                          | Mittelgebirgsetappe | 173    |
| 3              | Di, 1. Juni 2021 | Langeac – Saint-Haon-Le-Vieux              | Mittelgebirgsetappe | 172,5  |
| 4              | Mi, 2. Juni 2021 | Firminy – Roche-la-Molière                 | Einzelzeitfahren    | 16,4   |
| 5              | Do, 3. Juni 2021 | Saint-Chamond – Saint-Vallier              | Mittelgebirgsetappe | 175,5  |
| 6              | Fr, 4. Juni 2021 | Loriol-sur-Drôme – Le Sappey-en-Chartreuse | Hochgebirgsetappe   | 168    |
| 7              | Sa, 5. Juni 2021 | Saint-Martin-Le-Vinoux – La Plagne         | Hochgebirgsetappe   | 171    |
| 8              | So, 6. Juni 2021 | La Léchère-Les-Bains – Les Gets            | Hochgebirgsetappe   | 147    |
| Gesamtdistanz: | Gesamtdistanz:   | Gesamtdistanz:                             | Gesamtdistanz:      | 1205,4 |

## Reglement
Im Rahmen der 61. Auflage wurden Trikots für die Gesamtwertung (gelb), Punktewertung (grün), Bergwertung (blau mit weißen Punkten) und Nachwuchswertung (weiß) vergeben. Für die Teamwertung wurden die Zeiten der drei besten Fahrer pro Etappe zusammengezählt. Während den Etappen gab es die Möglichkeit, Zeitbonifikationen zu gewinnen, um sich in der Gesamtwertung zu verbessern. Die Vergabe der Sekunden sowie der Punkte für die Punkte- und Bergwertung wird in der folgenden Tabelle erklärt.
|                 |                     | 1. | 2. | 3. | 4. | 5. | 6. | 7. | 8. | 9. | 10. | Platz    |
| Punktewertung   | Zielankunft         | 25 | 22 | 20 | 18 | 16 | 14 | 12 | 10 | 8  | 6   | Punkte   |
| Punktewertung   | Zwischensprint      | 10 | 6  | 4  |    |    |    |    |    |    |     | Punkte   |
| Bergwertung     | Hors Catégorie (HC) | 15 | 12 | 10 | 8  | 6  | 5  | 4  | 3  | 2  | 1   | Punkte   |
| Bergwertung     | 1. Kategorie        | 10 | 8  | 6  | 4  | 2  | 1  |    |    |    |     | Punkte   |
| Bergwertung     | 2. Kategorie        | 5  | 3  | 2  | 1  |    |    |    |    |    |     | Punkte   |
| Bergwertung     | 3. Kategorie        | 2  | 1  |    |    |    |    |    |    |    |     | Punkte   |
| Bergwertung     | 4. Kategorie        | 1  |    |    |    |    |    |    |    |    |     | Punkte   |
| Bonussekununden | Zielankunft         | 10 | 6  | 4  |    |    |    |    |    |    |     | Sekunden |
| Bonussekununden | Zwischensprint      | 3  | 2  | 1  |    |    |    |    |    |    |     | Sekunden |

## Teilnehmende Mannschaften und Fahrer
Neben den 19 UCI WorldTeams stand 2 UCI ProTeams am Start. Für jedes Team starteten je sieben Fahrer. Von den 147 Fahrern erreichten 118 Fahrer das Ziel.
Als Favoriten galten Geraint Thomas, Richie Porte (beide Ineos Grenadiers), Steven Kruijswijk, Sepp Kuss (beide Jumbo-Visma), Alejandro Valverde und Miguel Ángel López (beide Movistar). Zu dem erweiterten Favoritenkreis zählten Brandon McNulty (UAE Team Emirates), Nario Quintana (Arkéa-Samsic), Wilco Kelderman (Bora-Hansgrohe), Enric Mas (Movistar) sowie die beiden Franzosen David Gaudu (Groupama-FDJ) und Guillame Martin (Cofidis).
Aufgrund der hügligen Etappen starteten nur wenige Sprinter. Sonny Colbrelli (Bahrain Victorious) galt neben Alexander Kristoff (UAE Team Emirates), Mads Pedersen (Trek-Segafredo) zu den endschnellsten Fahrern. Fabio Jakobsen (Deceuninck-Quick-Step) bestritt nach seinem schweren Sturz bei der Polen-Rundfahrt sein erstes WorldTour-Rennen.
| UCI WorldTeams | UCI WorldTeams        | UCI WorldTeams | UCI WorldTeams                    | UCI WorldTeams | UCI WorldTeams    | UCI ProTeams | UCI ProTeams      |
| -------------- | --------------------- | -------------- | --------------------------------- | -------------- | ----------------- | ------------ | ----------------- |
| ACT            | AG2R Citroën Team     | GFC            | Groupama-FDJ                      | DSM            | Team DSM          | BBK          | B&B Hotel p/b KTM |
| APT            | Astana-Premier Tech   | IGD            | Ineos Grenadiers                  | TJV            | Jumbo-Visma       | ARK          | Team Arkéa Samsic |
| TBV            | Bahrain-Victorious    | TCS            | Intermaché-Wanty-Gobert Matériaux | TQA            | Qhubeka Assos     |              |                   |
| BOH            | Bora-hansgrohe        | ISN            | Israel Start-Up Nation            | TFS            | Trek-Segafredo    |              |                   |
| COF            | Cofidis               | LTS            | Lotto Soudal                      | UAD            | UAE Team Emirates |              |                   |
| DQT            | Deceuninck-Quick-Step | MOV            | Movistar Team                     |                |                   |              |                   |
| EFN            | EF Education-Nippo    | BEX            | Team BikeExchange                 |                |                   |              |                   |

## Rennverlauf und Ergebnisse
Die erste Etappe gewann Brent Van Moer (Lotto Soudal) aus einer Fluchtgruppe. Der Belgier löste sich 16 Kilometer vor dem Ziel von der Spitzengruppe und schlüpfte als erster Fahrer in das gelbe Trikot. Die zweite Etappe wurde ebenfalls von einem Ausreißer gewonnen. Lukas Pöstlbeger (Bora-Hansgrohe) setzte sich am Schlussanstieg von seinen Fluchtgefährten ab rettet sich mit einem Vorsprung von elf Sekunden ins Ziel. Er übernahm zugleich die Gesamtführung. Die dritte Etappe gewann Sonny Colbrelli (Bahrain Victorious) in einem Massensprint.
In dem Zeitfahren der vierten Etappe verteidigte Lukas Pöstlberger die Gesamtführung um eine Sekunde vor dem Tagessieger Alexei Luzenko (Astana-Premier Tech). Die Klassementfahrer Ion Izagirre (Astana-Premier Tech), Wilco Kelderman (Bora-Hansgrohe), Richie Porte und Geraint Thomas (beide Ineos Grenadiers) lagen nach der Etappe in der Gesamtwertung weniger als eine halbe Minute zurück. Alejandro Valverde, Enric Mas (beide Movistar), Nairo Quintana (Arkéa-Samsic), Sepp Kuss (Jumbo-Visma) und Guillaume Martin (Cofidis) verloren mehr als eine Minute auf den Etappensieger.
Auf der fünften Etappe griff Geraint Thomas nach einer scharfen Kurve einen Kilometer vor dem Ziel an und gewann knapp vor Sonny Colbrelli und dem verbliebenen Fahrerfeld. Die erste Bergetappe im Rahmen der sechsten Etappe gewann Alejandro Valverde im Sprint aus einer kleinen Gruppe vor Tao Geoghegan Hart (Ineos Grenadiers). Alexei Luzenko übernahm das gelbe Trikot.
Auf der siebten Etappe setzten sich Richie Porte, Enric Mas, Sepp Kuss und Mark Padun (Bahrain Victorious) im Schlussanstieg nach La Plagne acht Kilometer vor dem Ziel ab. Während Mark Padun die Etappe gewann, übernahm Richie Porte die Gesamtwertung mit 17 Sekunden Vorsprung auf Alexei Luzenko und 29 Sekunden auf seinen Teamkollegen Geraint Thomas.
Die letzte Etappe gewann erneut Mark Padun, nachdem er sich auf dem Anstieg zum Col de Joux-Plane von der Fluchtgruppe lösen konnte. In der Favoritengruppe attackierten Miguel Ángel López (Movistar) und Jack Haig (Bahrain Victorious) auf dem Col de Joux Plane, konnten sich aber nicht absetzen. In der Abfahrt stürzte der drittplatzierte Geraint Thomas, konnte jedoch wieder zu der Favoritengruppe aufschließen und führte seinen Teamkollegen Richie Porte zum Gesamtsieg der Rundfahrt.
Etappe 1: Issoire – Issoire (182 km)
Die erste Etappe startete und endete in Issoire. Nach einer Bergwertung der 4. Kategorie folgte ein 37 Kilometer langer Rundkurs, der dreimal befahren werden musste. Pro Runde standen eine Bergwertung der 3. und 4. Kategorie auf dem Programm. Zusätzlich wurde bei der ersten Zielpassage eine Zwischensprintwertung ausgefahren.
| Platz | Fahrer             | Nation | Team                  | Zeit                    |
| ----- | ------------------ | ------ | --------------------- | ----------------------- |
| 01.   | Brent Van Moer     | BEL    | Lotto Soudal          | 4:13:00 h (43.115 km/h) |
| 02.   | Sonny Colbrelli    | ITA    | Bahrain Victorious    | + 0:25 min              |
| 03.   | Clément Venturini  | FRA    | AG2R Citroën Team     | "                       |
| 04.   | Jasper Stuyven     | BEL    | Trek-Segafredo        | "                       |
| 05.   | Kaden Groves       | AUS    | Team BikeExchange     | "                       |
| 06.   | Nils Politt        | GER    | Bora-Hansgrohe        | "                       |
| 07.   | Michał Kwiatkowski | POL    | Ineos Grenadiers      | "                       |
| 08.   | Kasper Asgreen     | DEN    | Deceuninck-Quick-Step | "                       |
| 09.   | Alex Aranburu      | ESP    | Astana-Premier Tech   | "                       |
| 09.   | Alejandro Valverde | ESP    | Movistar Team         | "                       |

| Platz | Fahrer             | Nation | Team                  | Zeit       |
| ----- | ------------------ | ------ | --------------------- | ---------- |
| 01.   | Brent Van Moer     | BEL    | Lotto Soudal          | 4:12:49 h  |
| 02.   | Sonny Colbrelli    | ITA    | Bahrain Victorious    | + 0:30 min |
| 03.   | Clément Venturini  | FRA    | AG2R Citroën Team     | + 0:32 min |
| 04.   | Patrick Gamper     | AUT    | Bora-Hansgrohe        | + 0:33 min |
| 05.   | Jasper Stuyven     | BEL    | Trek-Segafredo        | + 0:36 min |
| 06.   | Kaden Groves       | AUS    | Team BikeExchange     | "          |
| 07.   | Nils Politt        | GER    | Bora-Hansgrohe        | "          |
| 08.   | Michał Kwiatkowski | POL    | Ineos Grenadiers      | "          |
| 09.   | Kasper Asgreen     | DEN    | Deceuninck-Quick-Step | "          |
| 10.   | Alex Aranburu      | ESP    | Astana-Premier Tech   | "          |

Etappe 2: Brioude – Saugues (173 km)
Die zweite Etappe startete in Brioude und führte über die Anstiege des Zentralmassivs nach Saugues. Zu Beginn der Etappe standen eine Bergwertung der 1. und 3. Kategorie sowie eine Zwischensprintwertung auf dem Programm. Im Finale mussten eine Bergwertung der 2. und 4. Kategorie absolviert werden.
| Platz | Fahrer             | Nation | Team                  | Zeit                    |
| ----- | ------------------ | ------ | --------------------- | ----------------------- |
| 01.   | Lukas Pöstlberger  | AUT    | Bora-Hansgrohe        | 4:25:20 h (39,075 km/h) |
| 02.   | Sonny Colbrelli    | ITA    | Bahrain Victorious    | + 0:11 min              |
| 03.   | Alejandro Valverde | ESP    | Movistar Team         | "                       |
| 04.   | Kasper Asgreen     | DEN    | Deceuninck-Quick-Step | "                       |
| 05.   | Sven Erik Bystrøm  | NOR    | UAE Team Emirates     | "                       |
| 06.   | Patrick Konrad     | AUT    | Bora-Hansgrohe        | "                       |
| 07.   | Ilan Van Wilder    | BEL    | Team DSM              | "                       |
| 08.   | Greg Van Avermaet  | BEL    | AG2R Citroën Team     | "                       |
| 09.   | Alex Aranburu      | ESP    | Astana-Premier Tech   | "                       |
| 10.   | David Gaudu        | FRA    | Groupama-FDJ          | "                       |

| Platz | Fahrer             | Nation | Team                  | Zeit       |
| ----- | ------------------ | ------ | --------------------- | ---------- |
| 01.   | Lukas Pöstlberger  | AUT    | Bora-Hansgrohe        | 8:38:32 h  |
| 02.   | Sonny Colbrelli    | ITA    | Bahrain Victorious    | + 0:12 min |
| 03.   | Alejandro Valverde | ESP    | Movistar Team         | + 0:20 min |
| 04.   | Kasper Asgreen     | DEN    | Deceuninck-Quick-Step | + 0:24 min |
| 05.   | Alex Aranburu      | ESP    | Astana-Premier Tech   | "          |
| 06.   | Patrick Konrad     | AUT    | Bora-Hansgrohe        | "          |
| 07.   | Michael Valgren    | DEN    | EF Edukation-Nippo    | "          |
| 08.   | Guillaume Martin   | FRA    | Cofidis               | "          |
| 09.   | Geraint Thomas     | GBR    | Ineos Grenadiers      | "          |
| 10.   | Ilan Van Wilder    | BEL    | Team DSM              | "          |

Etappe 3: Langeac – Saint-Haon-Le-Vieux (172,5 km)
Die dritte Etappe startete in Langeac und endete in Saint-Haon-Le-Vieux. Nach einer Bergwertung der 4. und 3. Kategorie sowie einer Zwischensprintwertung, verließen die Fahrer das Zentralmassiv. Die das Ziel der Etappe, befand sich am endet eines kurzen Anstiegs.
| Platz | Fahrer            | Nation | Team                  | Zeit                    |
| ----- | ----------------- | ------ | --------------------- | ----------------------- |
| 01.   | Sonny Colbrelli   | ITA    | Bahrain Victorious    | 3:56:36 h (43,669 km/h) |
| 02.   | Alex Aranburu     | ESP    | Astana-Premier Tech   | "                       |
| 03.   | Brandon McNulty   | USA    | UAE Team Emirates     | "                       |
| 04.   | Jasper Stuyven    | BEL    | Trek-Segafredo        | "                       |
| 05.   | Wilco Kelderman   | NED    | Bora-Hansgrohe        | "                       |
| 06.   | Clément Venturini | FRA    | AG2R Citroën Team     | "                       |
| 07.   | Carlos Barbero    | ESP    | Team Qhubeka Assos    | "                       |
| 08.   | Clément Russo     | FRA    | Team Arkéa-Samsic     | "                       |
| 09.   | Tim Wellens       | BEL    | Lotto Soudal          | "                       |
| 10.   | Kasper Asgreen    | DEN    | Deceuninck-Quick-Step | "                       |

| Platz | Fahrer             | Nation | Team                  | Zeit       |
| ----- | ------------------ | ------ | --------------------- | ---------- |
| 01.   | Lukas Pöstlberger  | AUT    | Bora-Hansgrohe        | 12:35:08 h |
| 02.   | Sonny Colbrelli    | ITA    | Bahrain Victorious    | + 0:02 min |
| 03.   | Alex Aranburu      | ESP    | Astana-Premier Tech   | + 0:18 min |
| 04.   | Alejandro Valverde | ESP    | Movistar Team         | + 0:20 min |
| 05.   | Kasper Asgreen     | DEN    | Deceuninck-Quick-Step | + 0:23 min |
| 06.   | Quentin Pacher     | FRA    | B&B Hotels p/b KTM    | + 0:24 min |
| 07.   | Patrick Konrad     | AUT    | Bora-Hansgrohe        | "          |
| 08.   | Geraint Thomas     | GBR    | Ineos Grenadiers      | "          |
| 09.   | Ilan Van Wilder    | BEL    | Team DSM              | "          |
| 10.   | Steven Kruijswijk  | NED    | Jumbo-Visma           | "          |

Etappe 4: Firminy – Roche-la-Molière (16,4 km)
Die vierte Etappe fand im Rahmen eines Einzelzeitfahrens statt. Die Stracke führte von Firminy leicht ansteigend nach Roche-la-Moliére nahe Saint-Etienne.
| Platz | Fahrer            | Nation | Team                  | Zeit                    |
| ----- | ----------------- | ------ | --------------------- | ----------------------- |
| 01.   | Alexei Luzenko    | KAZ    | Astana-Premier Tech   | 0:21:36 h (45,556 km/h) |
| 02.   | Ion Izagirre      | ESP    | Astana-Premier Tech   | + 0:08 min              |
| 03.   | Kasper Asgreen    | DEN    | Deceuninck-Quick-Step | + 0:09 min              |
| 04.   | Wilco Kelderman   | NED    | Bora-Hansgrohe        | + 0:12 min              |
| 05.   | Ilan Van Wilder   | BEL    | Team DSM              | + 0:13 min              |
| 06.   | Richie Porte      | AUS    | Ineos Grenadiers      | + 0:15 min              |
| 07.   | Jonas Vingegaard  | DEN    | Jumbo-Visma           | + 0:17 min              |
| 08.   | Brandon McNulty   | USA    | UAE Team Emirates     | + 0:21 min              |
| 09.   | Lukas Pöstlberger | AUT    | Bora-Hansgrohe        | + 0:23 min              |
| 10.   | Geraint Thomas    | GBR    | Ineos Grenadiers      | "                       |

| Platz | Fahrer            | Nation | Team                  | Zeit       |
| ----- | ----------------- | ------ | --------------------- | ---------- |
| 01.   | Lukas Pöstlberger | AUT    | Bora-Hansgrohe        | 12:57:07 h |
| 02.   | Alexei Luzenko    | KAZ    | Astana-Premier Tech   | + 0:01 min |
| 03.   | Kasper Asgreen    | DEN    | Deceuninck-Quick-Step | + 0:09 min |
| 04.   | Ion Izagirre      | ESP    | Astana-Premier Tech   | "          |
| 05.   | Wilco Kelderman   | NED    | Bora-Hansgrohe        | + 0:13 min |
| 06.   | Ilan Van Wilder   | BEL    | Team DSM              | + 0:14 min |
| 07.   | Richie Porte      | AUS    | Ineos Grenadiers      | + 0:16 min |
| 08.   | Geraint Thomas    | GBR    | Ineos Grenadiers      | + 0:24 min |
| 09.   | Patrick Konrad    | AUT    | Bora-Hansgrohe        | + 0:32 min |
| 10.   | Ben O'Connor      | AUS    | AG2R Citroën Team     | + 0:34 min |

Etappe 5: Saint-Chamond – Saint-Vallier (175,5 km)
Die fünfte Etappe startete in Saint-Chamond und  führte über einen hügligen Parcours nach Saint-Vallier an der Rhone. Im Verlauf der Etappe standen drei Bergwertungen der 3. Kategorie, eine Bergwertung der 4. Kategorie und eine Zwischensprintwertung auf dem Programm. Zwölf Kilometer vor dem Ziel musste mit der Côte du Montrebut (1,3 km bei 12 % Steigung) eine Bergwertung der 2. Kategorie absolviert werden.
| Platz | Fahrer             | Nation | Team                   | Zeit                    |
| ----- | ------------------ | ------ | ---------------------- | ----------------------- |
| 01.   | Geraint Thomas     | GBR    | Ineos Grenadiers       | 4:02:15 h (43,443 km/h) |
| 02.   | Sonny Colbrelli    | ITA    | Bahrain Victorious     | "                       |
| 03.   | Alex Aranburu      | ESP    | Astana-Premier Tech    | "                       |
| 04.   | Carlos Barbero     | ESP    | Team Qhubeka Assos     | "                       |
| 05.   | Mads Würtz Schmidt | DEN    | Israel Start-Up Nation | "                       |
| 06.   | Michael Valgren    | DEN    | EF Edukation-Nippo     | "                       |
| 07.   | Patrick Konrad     | AUT    | Bora-Hansgrohe         | "                       |
| 08.   | Alejandro Valverde | ESP    | Movistar Team          | "                       |
| 09.   | Harry Sweeny       | AUS    | Lotto Soudal           | "                       |
| 10.   | Franck Bonnamour   | FRA    | B&B Hotels p/b KTM     | "                       |

| Platz | Fahrer            | Nation | Team                  | Zeit       |
| ----- | ----------------- | ------ | --------------------- | ---------- |
| 01.   | Lukas Pöstlberger | AUT    | Bora-Hansgrohe        | 16:59:22 h |
| 02.   | Alexei Luzenko    | KAZ    | Astana-Premier Tech   | + 0:01 min |
| 03.   | Kasper Asgreen    | DEN    | Deceuninck-Quick-Step | + 0:06 min |
| 04.   | Ion Izagirre      | ESP    | Astana-Premier Tech   | + 0:09 min |
| 05.   | Wilco Kelderman   | NED    | Bora-Hansgrohe        | + 0:13 min |
| 06.   | Geraint Thomas    | GBR    | Ineos Grenadiers      | + 0:14 min |
| 07.   | Ilan Van Wilder   | BEL    | Team DSM              | "          |
| 08.   | Richie Porte      | AUS    | Ineos Grenadiers      | + 0:16 min |
| 09.   | Patrick Konrad    | AUT    | Bora-Hansgrohe        | + 0:32 min |
| 10.   | Ben O'Connor      | AUS    | AG2R Citroën Team     | + 0:34 min |

Etappe 6: Loriol-sur-Drôme – Le Sappey-en-Chartreuse (168 km)
Die sechste Etappe startete in Loriol-sur-Drôme und führte in die Alpen. Das Ziel befand sich in Le Sappey-en-Chartreuse auf einer Höhe von 1003 Meter Seehöhe (Bergwertung der 3. Kategorie). Mit dem Col de la Placette (582 m) und dem Col de Porte (1326 m) standen zunächst zwei Bergwertungen der 2. Kategorie auf dem Programm, ehe kurz vor dem Schlussanstieg eine weitere Bergwertung der 3. Kategorie absolviert werden musste. Zudem wurde eine Zwischensprintwertung ausgefahren.
| Platz | Fahrer             | Nation | Team                   | Zeit                    |
| ----- | ------------------ | ------ | ---------------------- | ----------------------- |
| 01.   | Alejandro Valverde | ESP    | Movistar Team          | 3:52:53 h (43,077 km/h) |
| 02.   | Tao Geoghegan Hart | GBR    | Ineos Grenadiers       | "                       |
| 03.   | Patrick Konrad     | AUT    | Bora-Hansgrohe         | "                       |
| 04.   | Wilco Kelderman    | NED    | Bora-Hansgrohe         | "                       |
| 05.   | Enric Mas          | ESP    | Movistar Team          | "                       |
| 06.   | Sepp Kuss          | USA    | Jumbo-Visma            | "                       |
| 07.   | Alexei Luzenko     | KAZ    | Astana-Premier Tech    | "                       |
| 08.   | Jack Haig          | AUS    | Bahrain Victorious     | "                       |
| 09.   | Ben Hermans        | BEL    | Israel Start-Up Nation | "                       |
| 10.   | Steven Kruijswijk  | NED    | Jumbo-Visma            | "                       |

| Platz | Fahrer             | Nation | Team                | Zeit       |
| ----- | ------------------ | ------ | ------------------- | ---------- |
| 01.   | Alexei Luzenko     | KAZ    | Astana-Premier Tech | 20:52:16 h |
| 02.   | Ion Izagirre       | ESP    | Astana-Premier Tech | + 0:08 min |
| 03.   | Wilco Kelderman    | NED    | Bora-Hansgrohe      | + 0:12 min |
| 04.   | Geraint Thomas     | GBR    | Ineos Grenadiers    | + 0:13 min |
| 05.   | Ilan Van Wilder    | BEL    | Team DSM            | "          |
| 06.   | Richie Porte       | AUS    | Ineos Grenadiers    | + 0:15 min |
| 07.   | Patrick Konrad     | AUT    | Bora-Hansgrohe      | + 0:27 min |
| 08.   | Jack Haig          | AUS    | Bahrain Victorious  | + 0:34 min |
| 09.   | Steven Kruijswijk  | NED    | Jumbo-Visma         | + 0:39 min |
| 10.   | Miguel Ángel López | COL    | Movistar            | + 0:42 min |

Etappe 7: Saint-Martin-Le-Vinoux – La Plagne (171 km)
Die siebte Etappe startete in Saint-Martin-Le-Vinoux und endete mit einer Bergankunft der hors catégorie (HC) in dem Skigebiet La Plagne auf einer Höhe von 2072 Metern. Nach einer Zwischensprintwertung in Albertville und einer Bergwertung der 4. Kategorie wurden der Col du Pré (hors catégorie [HC]) und der Cormet de Roselend (2. Kategorie) überquert. Der Schlussanstieg nach La Plagne war 17,1 Kilometer lang mit einer durchschnittlichen Steigung von 7,5 %.
| Platz | Fahrer             | Nation | Team                | Zeit                    |
| ----- | ------------------ | ------ | ------------------- | ----------------------- |
| 01.   | Mark Padun         | UKR    | Bahrain Victorious  | 4:35:07 h (37,315 km/h) |
| 02.   | Richie Porte       | AUS    | Ineos Grenadiers    | + 0:34 min              |
| 03.   | Miguel Ángel López | COL    | Movistar            | + 0:43 min              |
| 04.   | Jack Haig          | AUS    | Bahrain Victorious  | "                       |
| 05.   | Ben O'Connor       | AUS    | AG2R Citroën Team   | + 0:47 min              |
| 06.   | Sepp Kuss          | USA    | Jumbo-Visma         | + 0:52 min              |
| 07.   | David Gaudu        | FRA    | Groupama-FDJ        | + 0:56 min              |
| 08.   | Enric Mas          | ESP    | Movistar Team       | "                       |
| 09.   | Geraint Thomas     | GBR    | Ineos Grenadiers    | + 0:59 min              |
| 10.   | Alexei Luzenko     | KAZ    | Astana-Premier Tech | + 1:00 min              |

| Platz | Fahrer                 | Nation | Team                | Zeit       |
| ----- | ---------------------- | ------ | ------------------- | ---------- |
| 01.   | Richie Porte           | AUS    | Ineos Grenadiers    | 25:28:06 h |
| 02.   | Alexei Luzenko         | KAZ    | Astana-Premier Tech | + 0:17 min |
| 03.   | Geraint Thomas         | GBR    | Ineos Grenadiers    | + 0:29 min |
| 04.   | Wilco Kelderman        | NED    | Bora-Hansgrohe      | + 0:33 min |
| 05.   | Jack Haig              | AUS    | Bahrain Victorious  | + 0:34 min |
| 06.   | Miguel Ángel López     | COL    | Movistar            | + 0:38 min |
| 07.   | Ion Izagirre           | ESP    | Astana-Premier Tech | "          |
| 08.   | Ben O'Connor           | AUS    | AG2R Citroën Team   | + 1:00 min |
| 09.   | David Gaudu            | FRA    | Groupama-FDJ        | + 1:12 min |
| 10.   | Aurélien Paret-Peintre | FRA    | AG2R Citroën Team   | + 1:17 min |

Etappe 8: La Léchère-Les-Bains – Les Gets (157 km)
Die achte und letzte Etappe startete in La Léchère-Les-Bains und führte über mehrere Anstiege und Alpenpässe nach Les Gets. Nach dem Col des Aravis (2. Kategorie), Col de la Colombière (1. Kategorie) sowie je einem Anstieg der 4., 3. und 2. Kategorie, folgte mit dem Col de Joux Plane (hors catégorie [HC]) der letzte kategorisierte Anstieg rund 17 Kilometer vor dem Ziel. Von Morzine aus führten die letzten 6 Kilometer bergauf nach Les Gets. In Samoëns wurde die letzte Zwischensprintwertung der Rundfahrt ausgefahren.
| Platz | Fahrer           | Nation | Team                | Zeit                    |
| ----- | ---------------- | ------ | ------------------- | ----------------------- |
| 01.   | Mark Padun       | UKR    | Bahrain Victorious  | 4:06:49 h (35,735 km/h) |
| 02.   | Jonas Vingegaard | DEN    | Jumbo-Visma         | + 1:36 min              |
| 03.   | Patrick Konrad   | AUT    | Bora-Hansgrohe      | "                       |
| 04.   | Ben O'Connor     | AUS    | AG2R Citroën Team   | + 1:57 min              |
| 05.   | David Gaudu      | FRA    | Groupama-FDJ        | + 2:10 min              |
| 06.   | Geraint Thomas   | GBR    | Ineos Grenadiers    | "                       |
| 07.   | Alexei Luzenko   | KAZ    | Astana-Premier Tech | "                       |
| 08.   | Richie Porte     | AUS    | Ineos Grenadiers    | "                       |
| 09.   | Jack Haig        | AUS    | Bahrain Victorious  | "                       |
| 10.   | Guillaume Martin | FRA    | Cofidis             | "                       |

| Platz | Fahrer             | Nation | Team                | Zeit       |
| ----- | ------------------ | ------ | ------------------- | ---------- |
| 01.   | Richie Porte       | AUS    | Ineos Grenadiers    | 29:37:05 h |
| 02.   | Alexei Luzenko     | KAZ    | Astana-Premier Tech | + 0:17 min |
| 03.   | Geraint Thomas     | GBR    | Ineos Grenadiers    | + 0:29 min |
| 04.   | Wilco Kelderman    | NED    | Bora-Hansgrohe      | + 0:33 min |
| 05.   | Jack Haig          | AUS    | Bahrain Victorious  | + 0:34 min |
| 06.   | Miguel Ángel López | COL    | Movistar            | + 0:38 min |
| 07.   | Ion Izagirre       | ESP    | Astana-Premier Tech | "          |
| 08.   | Ben O'Connor       | AUS    | AG2R Citroën Team   | + 1:00 min |
| 09.   | David Gaudu        | FRA    | Groupama-FDJ        | + 1:12 min |
| 10.   | Tao Geoghegan Hart | GBR    | Ineos Grenadiers    | + 1:57 min |

## Wertungen im Verlauf
| Etappe         | Etappensieger      | Gesamtwertung     | Sprintwertung   | Bergwertung     | Nachwuchswertung | Teamwertung      | aktivster Fahrer  |
| -------------- | ------------------ | ----------------- | --------------- | --------------- | ---------------- | ---------------- | ----------------- |
| 1              | Brent Van Moer     | Brent Van Moer    | Brent Van Moer  | Brent Van Moer  | Brent Van Moer   | Lotto Soudal     | Brent Van Moer    |
| 2              | Lukas Pöstlberger  | Lukas Pöstlberger | Sonny Colbrelli | Matthew Holmes  | Ilan Van Wilder  | Bora-Hansgrohe   | Lukas Pöstlberger |
| 3              | Sonny Colbrelli    | Lukas Pöstlberger | Sonny Colbrelli | Matthew Holmes  | Ilan Van Wilder  | Bora-Hansgrohe   | Loïc Vliegen      |
| 4              | Alexei Luzenko     | Lukas Pöstlberger | Sonny Colbrelli | Matthew Holmes  | Ilan Van Wilder  | Bora-Hansgrohe   | nicht vergeben    |
| 5              | Geraint Thomas     | Lukas Pöstlberger | Sonny Colbrelli | Matthew Holmes  | Ilan Van Wilder  | Team DSM         | Sven Erik Bystrøm |
| 6              | Alejandro Valverde | Alexei Luzenko    | Sonny Colbrelli | Matthew Holmes  | Ilan Van Wilder  | Ineos Grenadiers | Lawson Craddock   |
| 7              | Mark Padun         | Richie Porte      | Sonny Colbrelli | Lawson Craddock | David Gaudu      | Ineos Grenadiers | Pierre Rolland    |
| 8              | Mark Padun         | Richie Porte      | Sonny Colbrelli | Mark Padun      | David Gaudu      | Ineos Grenadiers | Nils Politt       |
| Wertungssieger | Wertungssieger     | Richie Porte      | Sonny Colbrelli | Mark Padun      | David Gaudu      | Ineos Grenadiers |                   |